# Денисовка (Марий Эл)
 Денисовка  — деревня в Юринском районе Республики Марий Эл. Входит в Марьинское сельское поселение.

## География
Находится в юго-западной части республики Марий Эл на расстоянии приблизительно 37 км по прямой на север-северо-запад от районного центра посёлка Юрино.

## История
Основана в 1850-е годы. В конце XIX — начале XX веков в деревне было 15 дворов, в которых проживали 78 человек, по национальности русские. В деревне существовал промысел по обжигу извести. В советское время работали колхозы «Комбайн № 2», «Красный Октябрь» и совхоз «Ветлужский». В 1974 году в деревне в 31 хозяйстве проживали 74 человека, в 1992 году — 46 человек.

## Население
Постоянное население составляло 21 человек (русские 95 %) в 2002 году, 22 в 2010.